# Chromatomyia periclymeni
Chromatomyia periclymeni este o specie de muște din genul Chromatomyia, familia Agromyzidae, descrisă de De Meijere în anul 1924.
Este endemică în Netherlands. Conform Catalogue of Life specia Chromatomyia periclymeni nu are subspecii cunoscute.